# Tô Châu
Tô Châu (giản thể: 苏州市; phồn thể: 蘇州市; bính âm: Sūzhōu Shì), tên cổ: 吳 (Ngô) là một địa cấp thị với một lịch sử lâu đời nằm ở hạ lưu sông Trường Giang và trên bờ đông Thái Hồ thuộc tỉnh Giang Tô, Trung Quốc. Thành phố này nổi tiếng vì những cầu đá đẹp, chùa chiền và các khu vườn (viên lâm) được thiết kế tỉ mỉ, mà ngày nay chúng đã trở thành những điểm thu hút khách du lịch. Tô Châu cũng đã từng là một trung tâm quan trọng của công nghiệp sản xuất tơ lụa Trung Hoa kể từ thời kỳ nhà Tống (960–1279) cũng như tiếp tục nắm giữ vị trí nổi tiếng này trong thời gian gần đây. Thành phố này là một phần của Tam giác vàng thuộc Trung Quốc. Thành phố này đặc biệt nổi tiếng vì những khu vườn. Một số vườn cây cảnh cổ điển đã được UNESCO xếp loại là di sản thế giới. Diện tích của thành phố là 8.488,42 km², dân số năm 2020 là 12.748.252 người (trong đó dân số nội thị 6.715.559 người). GDP trên đầu người của thành phố này là ¥178,207 (khoảng US$27,629) vào năm 2021, đứng hàng thứ năm trong số 659 thành phố tại Trung Quốc.

## Lịch sử
Tô Châu, các tên gọi cổ là Câu Ngô, Ngô, Cối Kê (giản thể: 会稽; phồn thể: 會稽; bính âm: Kuàijī), Ngô Châu, Ngô Quận, Bình Giang Đẳng. Tô Châu còn có biệt danh là Ngô Đô, Ngô Hội, Ngô Môn, Đông Ngô, Ngô Trung, Ngô Hạ, Cô Tô, Trường Châu, Mậu Uyển Đẳng.
Tô Châu, cái nôi của văn hóa Ngô, là một trong những đô thị cổ nhất trong lưu vực sông Dương Tử. Khoảng 2.500 năm trước, các bộ lạc bản địa, tự gọi mình là "Câu Ngô" vào cuối thời kỳ nhà Thương đã sinh sống trong khu vực mà sau này gọi là Tô Châu.
Vào thời kỳ cuối của nhà Thương, Thái Bá đã đến đây để lập ra nước Ngô, đóng kinh đô tại đây và gọi nó là Ngô thành. Năm 514 TCN, trong thời kỳ Xuân Thu, vua Hạp Lư (giản thể: 阖闾; phồn thể: 闔閭; bính âm: Hélǘ) của nước Ngô đã sai Ngũ Tử Tư xây dựng "Hạp Lư thành" (giới học giả cho là thuộc Tô Châu ngày nay) làm kinh đô của mình. Nước Ngô trọng dụng Tôn Vũ để phát triển quân đội, tiến đánh nước Tề ở phương bắc, xưng bá trung nguyên. Năm 496 TCN, Hạp Lư đã được mai táng tại Hổ Khâu (tiếng Trung: 虎丘; bính âm: Hǔ Qiū).

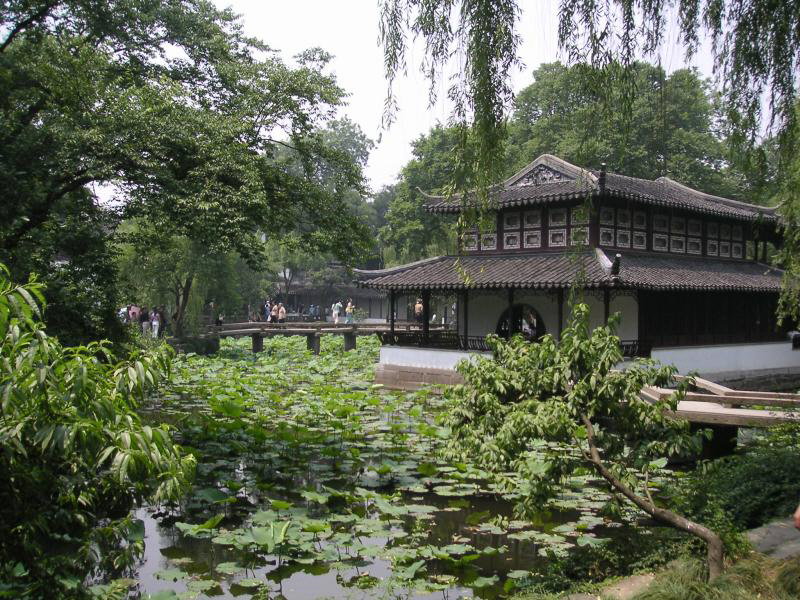
Chuyết Chính viên

Năm 473 TCN, nước Ngô bị nước Việt của Việt vương Câu Tiễn đánh bại. Tô Châu trở thành kinh đô của nước Việt. Năm 306 TCN, nước Việt lại bị nước Sở sát nhập. Thời kỳ hoàng kim của Tô Châu đã qua đi. Các di tích của nền văn hóa này bao gồm các phần còn sót lại của các tường thành và cổng thành có niên đại 2.500 năm tuổi tại Bàn Môn (giản thể: 盘门; phồn thể: 盤門; bính âm: Pán Mén).
Vào thời kỳ nhà Tần, thành phố này được biết dưới tên gọi Ngô huyện. Hạng Vũ (giản thể: 项羽; phồn thể: 項羽; bính âm: Xiàng Yǔ) đã bắt đầu sự nổi dậy lịch sử của mình tại đây vào năm 209 TCN và nó đã góp phần vào sự sụp đổ nhanh chóng của nhà Tần.
Vào thời kỳ nhà Tùy, thành phố này đã được đổi tên thành Tô Châu vào năm 589.
Khi Đại Vận Hà được hoàn thành, Tô Châu nằm ở vị trí có tầm quan trọng chiến lược trên hành trình thương mại chính. Trong suốt lịch sử Trung Hoa nó đã là thủ phủ chính yếu của công nghiệp và thương mại ở khu vực ven biển thuộc miền đông nam Trung Quốc.
Trong thời kỳ nhà Đường, năm 825 nhà thơ lớn Bạch Cư Dị (tiếng Trung: 白居易; bính âm: Bái Jūyì) đã cho xây dựng Sơn Đường nhai (tiếng Trung: 山塘街; bính âm: Shāntáng Jiē) để nối thành phố này với Hổ Khâu phục vụ cho du khách. Thời kỳ nhà Tống (960-1279), tại Tô Châu đặt Bình Giang phủ, cai quản Chiết Giang tây đạo. Năm 1035, nhà thơ, nhà văn lớn kiêm chính trị gia Phạm Trọng Yêm (tiếng Trung: 范仲淹; bính âm: Fàn Zhòngyān) đã cho xây dựng Khổng miếu tại đây. Nó đã trở thành nơi để diễn ra các cuộc thi tuyển chọn quan lại cho triều đình.
Tháng Hai năm 1130, quân đội nhà Kim (1115–1234 tiến xuống phía nam đã phá hủy và thảm sát thành phố này. Năm 1275 quân đội nhà Nguyên (1271-1368) cũng đã tiến tới đây và đổi tên Tô Châu thành Bình Giang lộ. Cuối thời nhà Nguyên, Trương Sĩ Thành nổi dậy, tự xưng là Ngô vương, đổi Bình Giang lộ thành Long Bình phủ, lấy Tô Châu làm kinh đô. Năm 1367, quân đội của Chu Nguyên Chương công phá Tô Châu, phá hủy hoàng thành của Trương Sĩ Thành. Trương Sĩ Thành đầu hàng. Nhà Minh (1367-1644) đổi Long Bình phủ thành Tô Châu phủ, cho trực thuộc Nam Kinh. Thời kỳ nhà Thanh (1644-1911), Tô Châu là nơi đặt trụ sở của tuần phủ và bố chánh sứ Giang Tô.
Trong thời kỳ hai triều Minh-Thanh, thành phố này đã có nhiều thời kỳ thịnh vượng. Nhiều khu vườn nổi tiếng của các tư nhân đã được các tầng lớp quan lại và người giàu có xây dựng. Tuy nhiên, thành phố này cũng đã phải gánh chịu thảm họa vào năm 1860 khi binh lính của Thái Bình thiên quốc tiến vào chiếm giữ thành phố. Tháng 11 năm 1863, thường thắng quân dưới sự chỉ huy của Charles Gordon đã tái chiếm thành phố này từ tay Thái Bình thiên quốc.

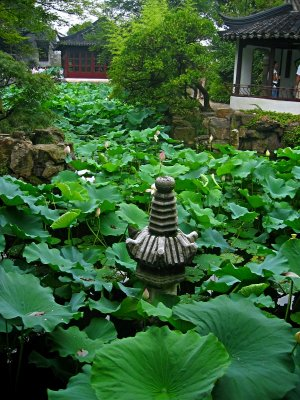
Hình ảnh chụp gần của Chuyết Chính viên tại Tô Châu

Khủng hoảng tiếp theo mà thành phố này vấp phải là sự xâm chiếm của người Nhật năm 1937. Nhiều khu vườn đã bị phá hủy vào cuối cuộc chiến. Đầu thập niên 1950, công việc khôi phục đã được tiến hành đối với Chuyết Chính viên, Đông viên và các khu vườn khác để đua chúng trở lại với cuộc sống.
Năm 1981, thành phố cổ này đã được Quốc vụ viện Cộng hòa nhân dân Trung Hoa liệt kê như là một trong bốn thành phố mà sự bảo vệ các di sản lịch sử và văn hóa cũng như cảnh quan thiên nhiên phải được đặt lên hàng đầu (các thành phố khác là Bắc Kinh, Hàng Châu và Quế Lâm). Kể từ đó, với các công trình kinh tế ở ngoại ô, Tô Châu đã phát triển thành một trong những thành phố thịnh vượng nhất ở Trung Quốc.
Các khu vườn cổ điển của Tô Châu đã được liệt kê trong danh sách di sản thế giới của UNESCO vào các năm 1997 và 2000.

## Phân chia hành chính
Là một trong những thành phố thịnh vượng nhất của Trung Quốc, sự phát triển của Tô Châu có sự liên quan trực tiếp với sự lớn mạnh của các thành thị vệ tinh, đáng chú ý nhất là Côn Sơn, Thái Thương và Trương Gia Cảng. Các khu vực thuộc quyền quản lý hành chính của Tô Châu cũng là nơi có nhiều nhà máy, xí nghiệp công nghệ cao.
Tô Châu được chia thành 10 đơn vị hành chính cấp huyện. Cụ thể như sau:
- Các thị hạt khu:
  - Cô Tô (giản thể: 姑苏; phồn thể: 姑蘇; bính âm: Gūsū)
  - Hổ Khâu (tiếng Trung: 虎丘; bính âm: Hǔqiū)
  - Tương Thành (tiếng Trung: 相城; bính âm: Xiàngchéng)
  - Ngô Trung (giản thể: 吴中; phồn thể: 吳中; bính âm: Wúzhōng)
  - Ngô Giang (giản thể: 吴江; phồn thể: 吳江; bính âm: Wújiāng)
- Các huyện cấp thị:
  - Thường Thục (tiếng Trung: 常熟; bính âm: Chángshú)
  - Thái Thương (giản thể: 太仓; phồn thể: 太倉; bính âm: Tàicāng)
  - Côn Sơn (giản thể: 昆山; phồn thể: 崑山; bính âm: Kūnshān)
  - Trương Gia Cảng (giản thể: 张家港; phồn thể: 張家港; bính âm: Zhāngjiāgǎng)
- Khu quản lý tương đương cấp huyện
  - Khu công nghiệp Tô Châu (giản thể: 苏州工业园区; phồn thể: 蘇州工業園區; bính âm: Sūzhōu Gōngyè Yuánqū)

## Phong cảnh đặc sắc
Từ thời cổ đại đã có nhiều nhà thơ viết về phong cảnh Tô Châu. Nổi tiếng nhất trong số đó có lẽ là Phong Kiều dạ bạc của Trương Kế với
Nguyệt lạc ô đề sương mãn thiên
Giang phong ngư hỏa đối sầu miên
Cô Tô thành ngoại Hàn Sơn tự
Dạ bán chung thanh đáo khách thuyền
Các khu vực đáng chú ý có: 

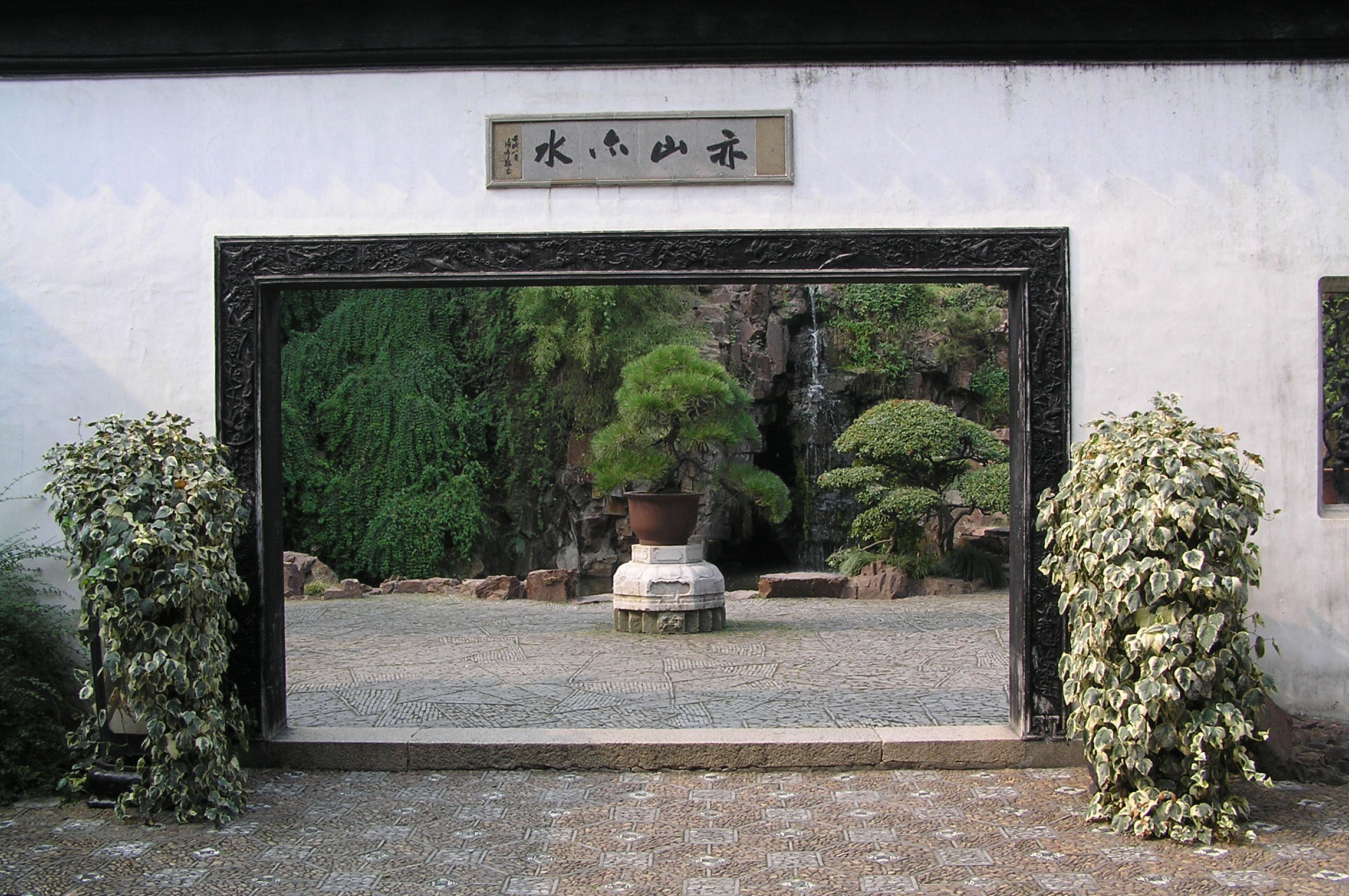
Lối vào một trong những khu vườn cổ tại Tô Châu

- Bàn Môn có 2.500 năm tuổi, được xây dựng trong thời kỳ nước Ngô. Nó được biết đến vì kiến trúc xây dựng độc đáo duy nhất cũng như là sự kết hợp hài hòa của nước và cổng đất.
- Hổ Khâu.
- Huyền Diệu quan (xây dựng năm 276, xây dựng lại năm 1584)
- Hổ Khâu tự (xây dựng năm 327, xây dựng lại năm 1871)
- Hàn Sơn tự (Xây dựng năm 503, bị phá hủy và được xây dựng lại nhiều lần, lần tái thiết cuối cùng năm 1896).
- Bảo Đái kiều (cầu đai báu – xây dựng lần đầu năm 816, xây dựng lại năm 1442)
- Sơn Đường nhai (xây dựng năm 825)
- Vân Nham tự (xây dựng năm 961)
- Tháp Thụy Quang (xây dựng năm 1009)
- Lưu viên(xây dựng năm 1525, xây dựng lại năm 1953)
- Võng Sư viên (xây dựng thời kỳ nhà Tống)
- Thương Lang đình (xây dựng năm 1696)
- Hoàn Tú sơn trang
- Sư Tử lâm viên (xây dựng năm 1342)
- Nghệ phố
- Ngẫu viên (giản thể: 藕园; phồn thể: 藕園; bính âm: Ǒu Yuán)
- Ngẫu viên (giản thể: 耦园; phồn thể: 耦園; bính âm: Ǒu Yuán)
- Thoái Tư viên
- Di viên
- Chuyết Chính viên (xây dựng năm 1513, xây dựng lại năm 1860)
- Đông môn, tòa nhà cao nhất thành phố, hoàn thành trong năm 2007

## Giao thông

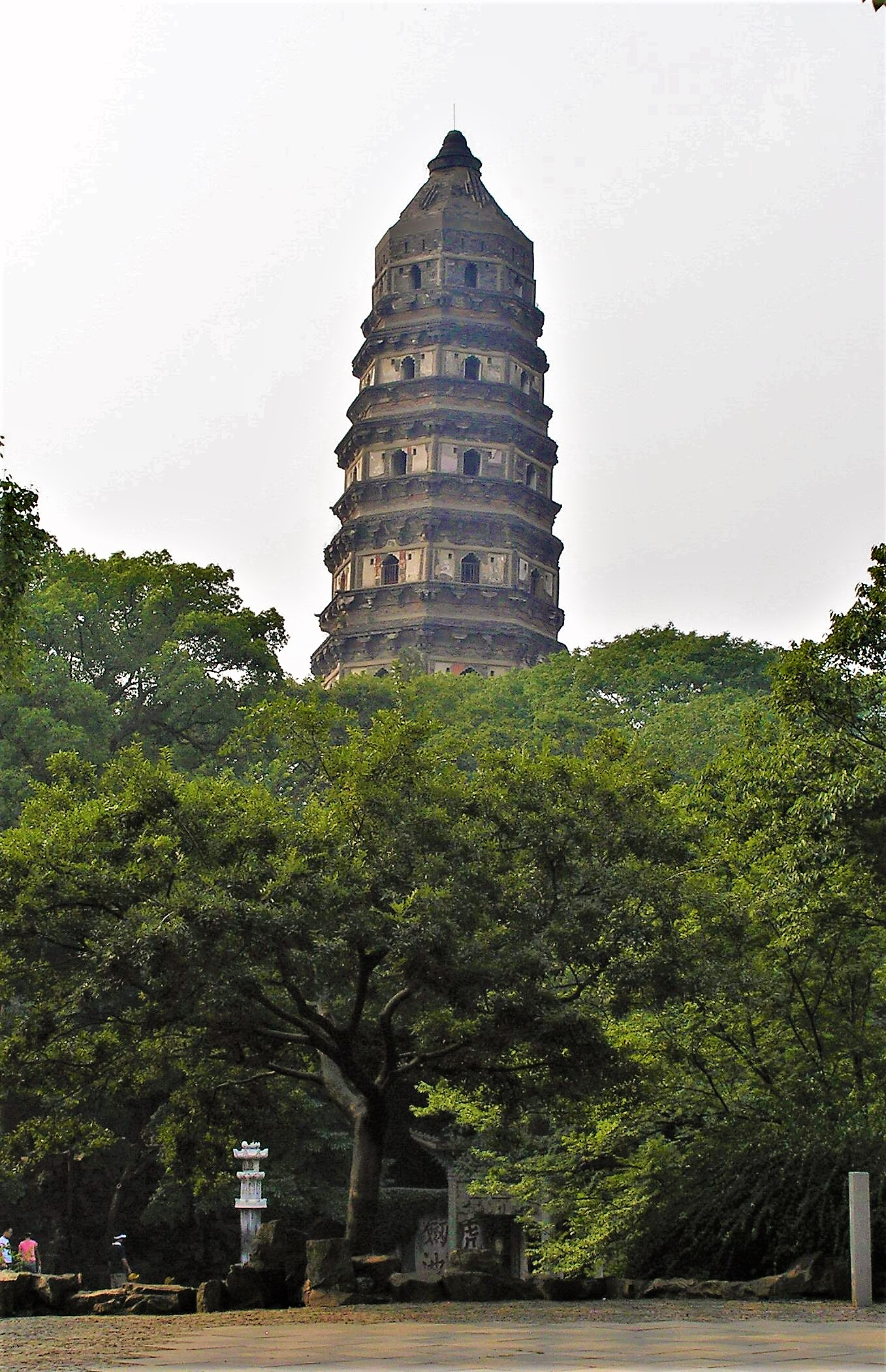
Tháp Hổ Khâu của Vân Nham tự. Đây là một tháp nghiêng. Nó là ngọn tháp nổi tiếng nhất ở miền đông Trung Quốc

Tô Châu nằm ở vị trí thuận tiện trên tuyến đường sắt Kinh Hồ nối liền Thượng Hải và Nam Kinh, thủ phủ của tỉnh, với thời gian đi tới cả hai thành phố này chỉ khoảng trên dưới 1 giờ tàu chạy. Ga đường sắt Tô Châu là một trong những nhà ga bận rộn nhất tại Trung Quốc, với 139 tàu khách dừng tại đây mỗi ngày. Các tàu hỏa chỉ mất 45 phút tới Thượng Hải và khoảng 1,5 giờ tới Nam Kinh. Các đường bộ có thể chọn lựa là đường cao tốc Giang Tô-Thượng Hải, đường cao tốc ven sông Dương Tử, đường cao tốc Tô Châu-Gia Hưng-Hàng Châu. Năm 2005, đường vành đai mới đã hoàn thành, liên kết các huyện cấp thị ở ngoại vi như Thái Thương, Côn Sơn và Thường Thục. Theo đường thủy, Tô Châu được nối với Trương Gia Cảng, Lộ Trực (Phủ Lý), Thường Châu.
Mặc dù sân bay Quang Phúc phục vụ như là sân bay nối hai đô thị (Tô Châu-Bắc Kinh, Tô Châu-Phật Sơn, Quảng Đông) và Quốc vụ viện đã phê chuẩn việc xây dựng một sân bay chỉ phục vụ cho Tô Châu vào năm 2003, nhưng vận tải hàng không từ Tô Châu vẫn tiếp tục được thực hiện chủ yếu tại sân bay Hồng Kiều và sân bay quốc tế Phố Đông ở Thượng Hải.

## Văn hóa
- Nhạc kịch Trung Hoa: Côn khúc bắt nguồn từ khu vực Côn Sơn, Tô Châu vào khoảng thế kỷ 14-15, cũng như muộn hơn là nhạc kịch Tô Châu. Tô Châu bình đàn là một dạng kể chuyện bao gồm cả các đoạn hát với các đoạn nói.
- Tơ lụa
- Hàng thủ công mỹ nghệ: Các mặt hàng như tơ lụa thêu Tô Châu, quạt, nhạc cụ dân tộc, đèn lồng, đồ gỗ gụ, chạm khắc ngọc bích, thảm lụa thêu, các chất liệu màu hội họa truyền thống, các tranh in ván gỗ năm mới.
- Hội họa
- Thư pháp
- Ẩm thực: Cua lớn hồ Dương Trừng, khiếm thực, tì bà, đông nhưỡng tửu, tương áp, tương trấp nhục v.v,…

## Giáo dục
Tại Tô Châu có một số trường đại học và cao đẳng như:
- Đại học Tô Châu (giản thể: 苏州大学; phồn thể: 蘇州大學; bính âm: Sūzhōu Dàxué)
- Học viện Khoa học Kỹ thuật Tô Châu (giản thể: 苏州科技学院; phồn thể: 蘇州科技學院; bính âm: Sūzhōu Kējì Xuéyuàn)

## Những người nổi tiếng
- Các nhà lãnh đạo, chính trị:
  - Phạm Trọng Yêm (tiếng Trung: 范仲淹; bính âm: Fàn Zhòngyān) (989–1052)
  - Nghiêm Gia Cam (giản thể: 严家淦; phồn thể: 嚴家淦; bính âm: Yán Jiāgàn) (1905–1993)
- Các nhà thơ:
  - Phạm Thành Đại (tiếng Trung: 范成大; bính âm: Fàn Chéngdà) (1126–1193)
- Các nhà soạn kịch:
  - Phùng Mộng Long (giản thể: 冯梦龙; phồn thể: 馮夢龍; bính âm: Féng Mènglóng) (1574–1645)
- Các họa sĩ:
  - Đường Dần (tiếng Trung: 唐寅; bính âm: Táng Yín) (1470–1524)
  - Văn Trừng Minh (tiếng Trung: 文徵明; bính âm: Wén Zhēngmíng) (1470–1559)
  - Văn Chấn Hanh (tiếng Trung: 文震亨; bính âm: Wén Zhènhēng) (1585–1645)
- Các nhà vật lý:
  - Ngô Kiện Hùng (giản thể: 吴健雄; phồn thể: 吳健雄; bính âm: Wú Jiànxióng) (1912–1997)
- Khác:
  - Cố Viêm Vũ (giản thể: 顾炎武; phồn thể: 顧炎武; bính âm: Gù Yánwǔ)
  - Chương Thái Viêm (tiếng Trung: 章太炎; bính âm: Zhāng Tàiyán) (1868–1936)
  - Huston Smith (1919–?)

## Nói về Tô Châu

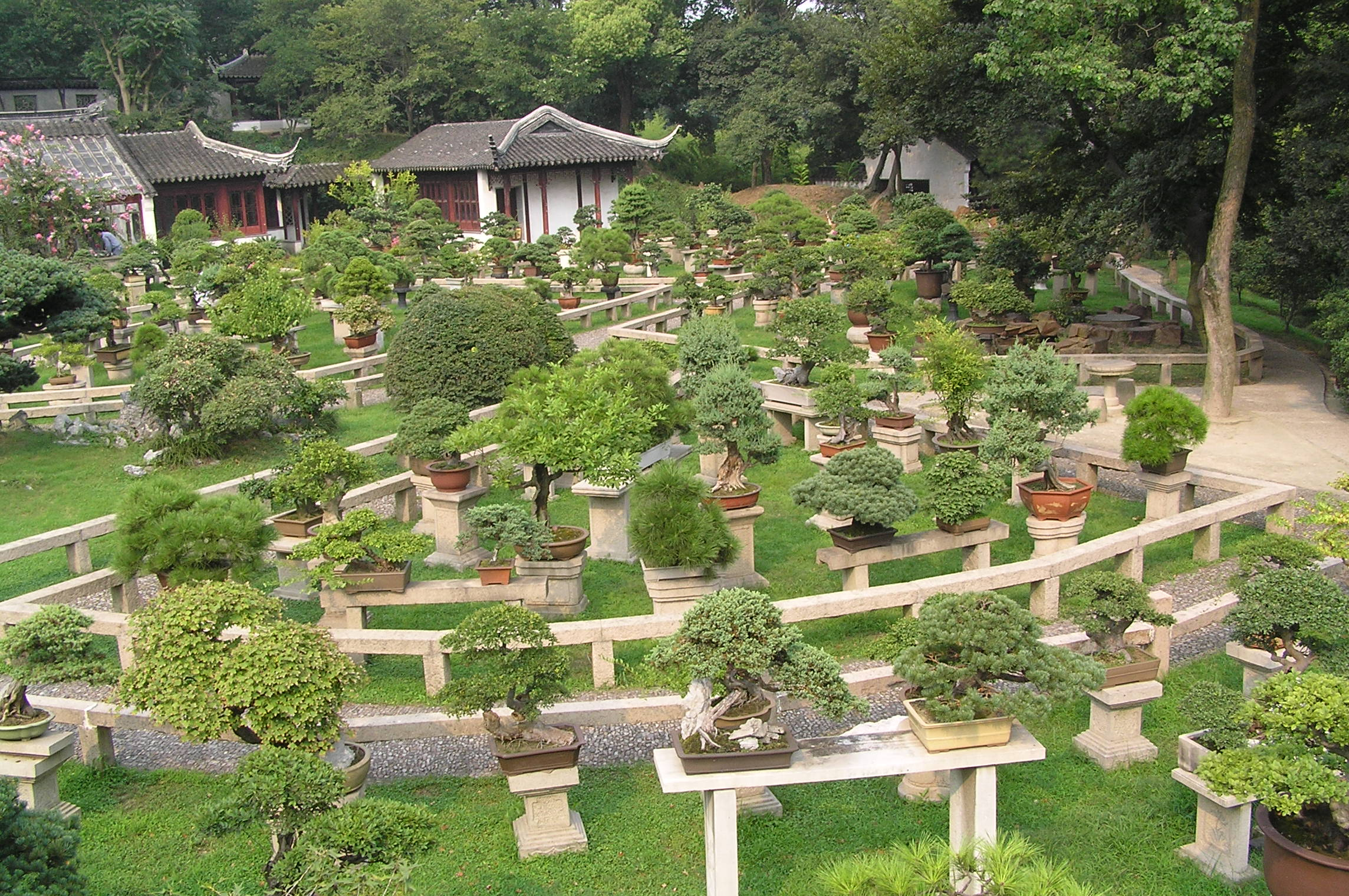
Triển lãm bonsai/bồn cảnh trong một khu vườn tại Tô Châu.

Một thành phố lớn và quý phái... Nó có 1.600 cầu đá mà dưới đó thuyền bè có thể qua lại. - Marco Polo
Kinh đô tơ lụa, Venezia phương Đông, Nôi của nền văn hóa Ngô và Thế giới vườn – các cách nói khác về Tô Châu.

### Ngạn ngữ Trung Hoa
giản thể: ="上有天堂，下有苏杭"; phồn thể: "上有天堂，下有蘇杭" ("Thượng có thiên đường, hạ có Tô Hàng")
giản thể: "生在苏州，住在杭州，食在广州，死在柳州"; phồn thể: "生在蘇州，住在杭州，食在廣州，死在柳州" ("Sinh tại Tô Châu, trú tại Hàng Châu, thực tại Quảng Châu, tử tại Liễu Châu")
giản thể: "美不美太湖水，亲不亲故乡人"; phồn thể: "美不美太湖水，親不親故郷人" ("Đẹp hay không đẹp, cũng là nước Thái Hồ. Quen hay không quen, cũng là đồng hương")